# Tepe-Kerman
La montaña de Tepe-Kerman (del ruso: Тепе-Кермен), en ucraniano: Тепе-Кермен, en tártaro de Crimea: Töpe Kermen es una montaña de Ucrania situada en la Península de Crimea, en el Raión de Bajchisarái de la República Autónoma de Crimea o República de Crimea. La montaña se encuentra a 7 kilómetros al sureste de la ciudad de Bajchisarái. 
Su ascenso solo es posible solo desde el norte, debido a que por los otros lados tienen pendientes demasiado pronunciadas. En la colina se encuentran los restos de una ciudad-cueva medieval, que poseía el mismo nombre que la montaña.

## Galería

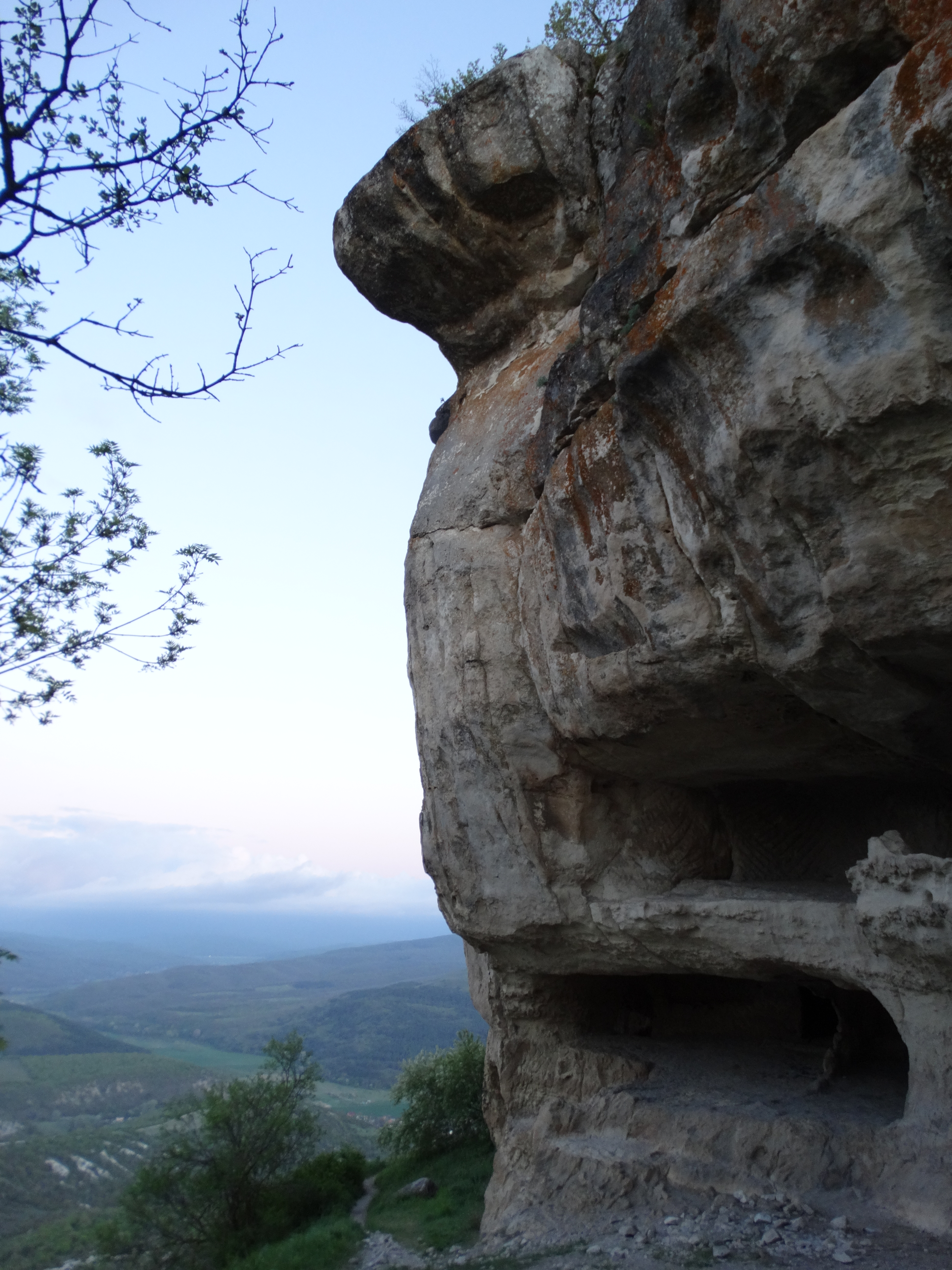
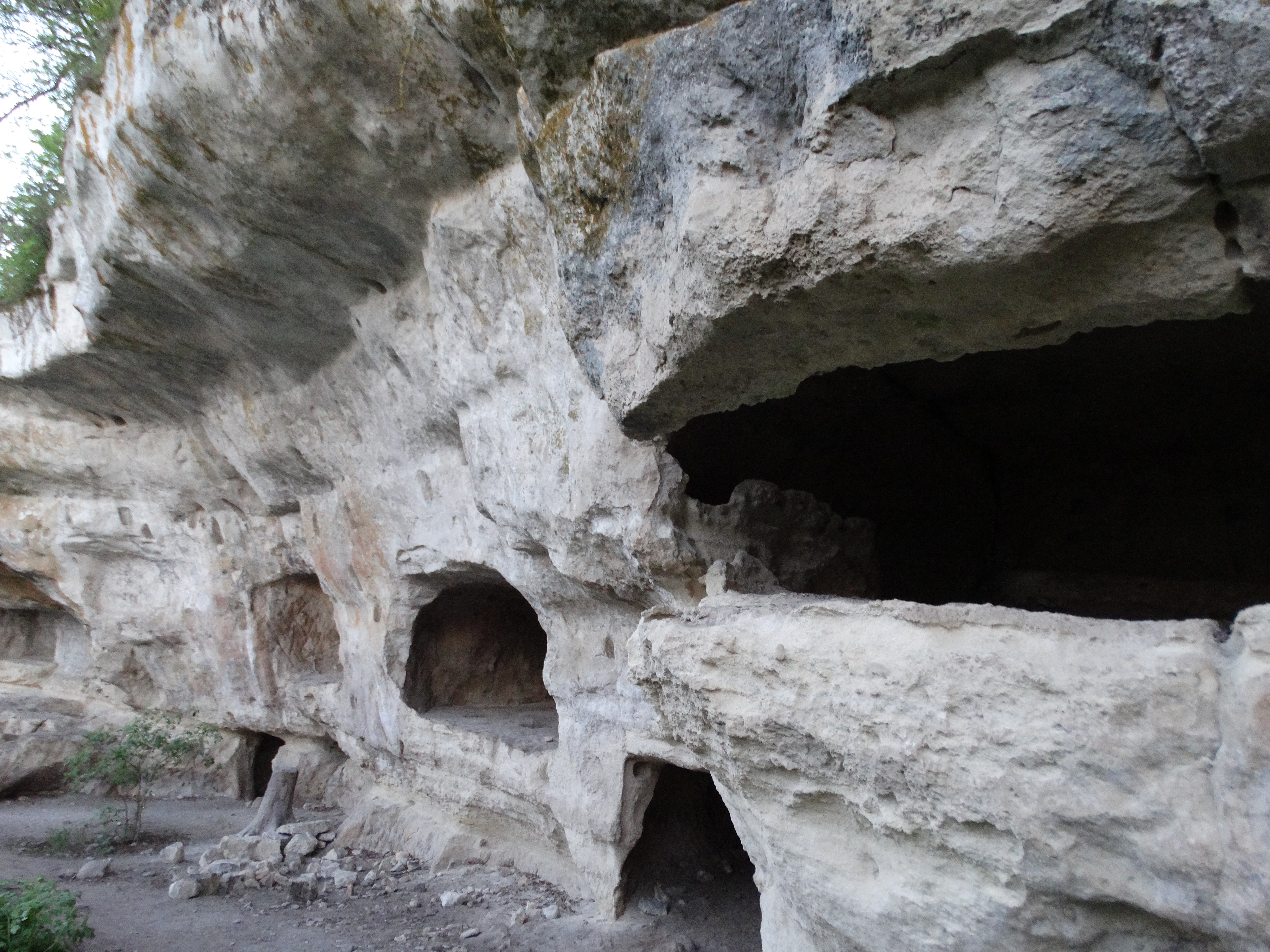
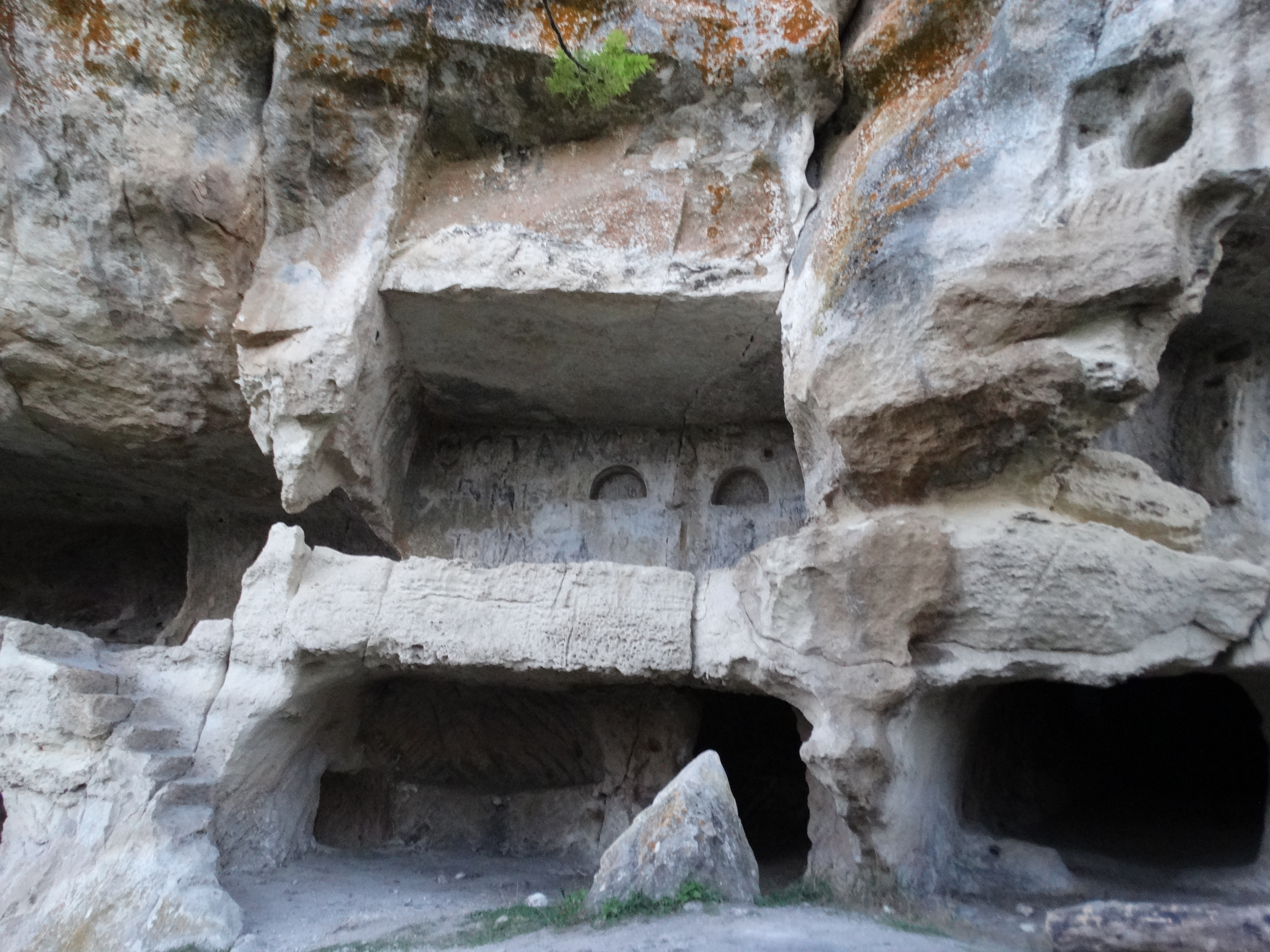
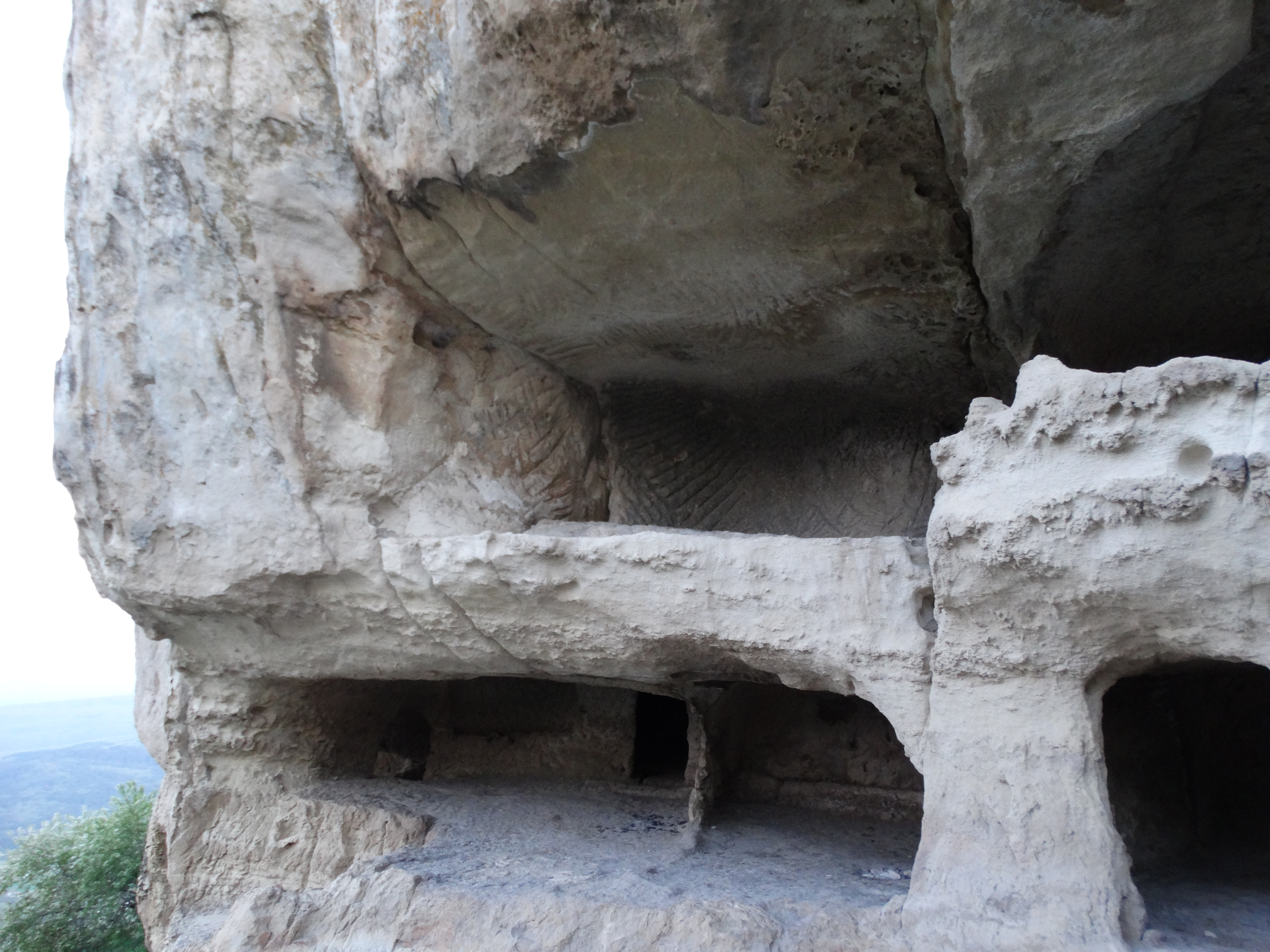